# Bagarius yarrelli

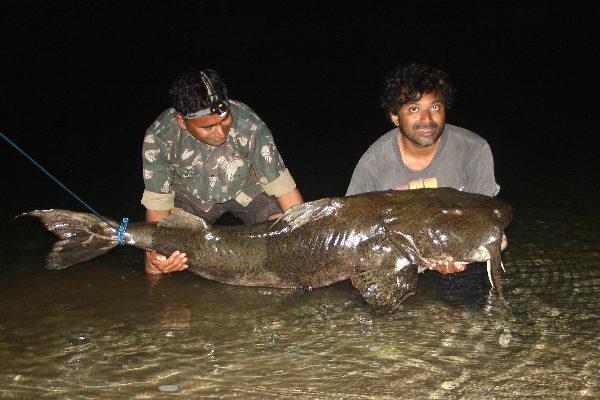
Гунч спійманий в Індії.

Гунч(Bagarius yarrelli) — вид променеперих риб родини Bagarius.

## Опис
Виростає до 2 м, вага до 175 кг, зуби гострі, голова у формі плескатого овалу, забарвлення сіро-зелене. Дорослі соми з 5 років здійснюють сезонні нерестові міграції, коли річки каламутніють.
Харчується рибою, креветками, комахами та детритом.

## Розповсюдження
Зустрічається у великих річках Південної Азії.

## Збереження
МСОП класифікує цей вид як вразливий.